# バイポーラトランジスタ

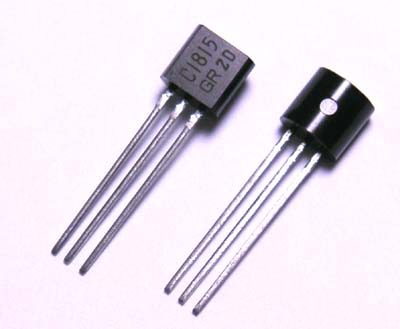
代表的な小信号用バイポーラトランジスタ2SC1815

バイポーラジャンクショントランジスタ（英: Bipolar junction transistor; BJT）はトランジスタの一種である。日本ではバイポーラトランジスタ（英: Bipolar transistor）と呼ばれることが多い。N型とP型の半導体がP-N-PまたはN-P-Nの接合構造を持つ3端子の半導体素子であり、電流増幅およびスイッチングの機能を持つ。のちに登場した電界効果トランジスタ（FET）などのユニポーラトランジスタと異なり、正・負両極のキャリアをもつためバイポーラと呼ばれる。
最初に広く使われたトランジスタであるため、単にトランジスタと言うときにはバイポーラトランジスタを指すことが多い。バイポーラトランジスタという呼び名は、後に FET が登場したことによるレトロニムである。

## 特徴
小さなベース電流に対して、その数十から数百倍のコレクタ電流が流れる。この性質を用いて増幅作用を行う。
コレクタ電流はコレクタ電圧が変動してもほぼ一定に保たれる（定電流特性）。
ベース-エミッタ間はダイオードと同じ構造であるため、ベース電流を流すためには、ベース-エミッタ間電圧を、閾値より高く保つ必要がある。この閾値を、接合部飽和電圧と呼び、シリコントランジスタの場合、室温で0.6 - 0.7ボルトの値をとる。また、この閾値をスイッチング動作に利用することも多い。
動作はすべて電流モード（入力電流に対して出力電流を得る）であるため、全体として動作時に消費する電力量が大きくなる。このため、大電力を扱う際には、電圧モード（入力電圧に対して出力電流もしくは出力電圧を得る）の電界効果型デバイス（真空管やFETなど）に比べると不利である。微小信号の増幅についても、トランジスタを動作させるだけの電流が得られなければ増幅機能は果たせないということになる。
スイッチング素子としては、ダイオード接合に電流を流す構造特有の少数キャリア蓄積効果のため、本質的に動作速度の限界があるが、スイッチのON/OFF制御信号として電流さえ流せれば電圧は接合部飽和電圧（一般的なシリコントランジスタで上記0.6 - 0.7V）しか必要としないため、電圧に制約のある用途では扱いやすいと言える。
極端な大電力や高周波などを除けば、高い増幅率や優れた量産適性で非常に廉価に入手できることから、民生・産業・航空宇宙・防衛の全ての分野で幅広く利用されている電子デバイスである。

## 種類

### PNPとNPN

PNPトランジスタ
NPNトランジスタ

3つある端子はそれぞれエミッタ (E) ・ベース (B) ・コレクタ (C) と呼ばれる。PNPまたはNPNの3層構造の中央がベースである。E,B,C端子は真空管のカソード・グリッド・プレート、FET のソース・ゲート・ドレインに対応している。
実際の素子の端子は、日本製の一般的な汎用トランジスタでは、端子を下に向けて正面（よく使われていたTO-92パッケージでは品番などが書かれている平面の側）から見て左からE・C・Bとなっているものが多いが、これとは全く異なる端子配列の品種も数多くあるため、使用に当たってデータシートなどで確認する必要がある。
それぞれの極に使われている半導体の特性から、他のトランジスタ同様 NPN と PNP で分けることができる。NPN型とはN型半導体-P型半導体-N型半導体の順に、PNP型とはP型半導体-N型半導体-P型半導体の順に接合（PN接合）したものである。原理図的には対称形であるが、実際にはエミッタ側の半導体の不純物濃度を高くしなければ正常な動作ができない。実際のトランジスタのエミッタとコレクタを逆に接続すると、一応は増幅作用を見せるものの一般にトランジスタに期待されるような能力は発揮しない。エミッタコレクタ間の逆方向の耐圧は低く、耐圧ぎりぎりの電圧を掛けた場合は劣化が起こることもあるとメーカーが注意している例や、逆方向での使用は破壊の要因になりうるとメーカーが注意している例もある。
ゲルマニウムを用いた初期（1970年代まで）のトランジスタは、製造が簡単であることから、PNPトランジスタが多く作られた。シリコントランジスタが主流になってからは、一般的に動作が高速で、増幅率、耐電力などの特性に優れたNPNトランジスタが用いられることが多い。
真空管と異なる、トランジスタに特徴的なものに、コンプリメンタリ・ペアがある。コンプリメンタリ（相補的）・ペアとは、それぞれで極性が反転している他は特性の似たNPNとPNPのトランジスタの組で（実際にはキャリアが電子と正孔とで異なる以上、完全に等しい（完全に対称的な）ものは原理的に作れない）、たとえば2SC1815と2SA1015というペアがあった。コンプリメンタリ・ペアを利用する回路としてプッシュプル増幅回路の一種のSEPP回路が挙げられる。コンプリメンタリ・ペアとして対応するトランジスタが、全てのトランジスタにあるわけではない。コンプリメンタリ・ペアが存在する場合は、その型番がデータシートに記載されている。

### 製法による分類
物理構造や製造手法により、点接触型、合金型、成長型、メサ型、プレーナー型などに分類される。点接触型以外は接合型である。現在ではプレーナー型トランジスタが主流である。点接触型はトランジスタの発明当初のみ利用された形式である。

## 形名（型番）の命名規則
トランジスタ#形名（型番）を参照。

## 定格
電気的特性・条件を示す項目として、次のような項目が主に用いられる。
hFE（直流電流増幅率）
エミッタ接地回路に使用したときのベース電流に対するコレクタ電流の比率。一般にコレクタ電流がある値で最大となり、それ以上のコレクタ電流では低下する。また、周囲温度が上がると上昇する。同じ型番でも個々の製品ごとの差が大きいため、増幅率の値を示すランクが付けられていることが多い。一般的には50 - 200程度。ゲルマニウムトランジスタでは漏れ電流が大きく、直流での正確な増幅率を測定することが困難なため、交流信号に対する増幅率hfeで表記されることがある。増幅回路における電圧増幅度は負荷抵抗によって決まるため、hFEの大きなトランジスタを用いれば増幅度が大きくなるとは限らない。ただし、hFEの大きなトランジスタを小電流で動作させると高い入力インピーダンスが得られ、雑音も少なくなるため、オーディオ用アンプなどではhFEが高く低雑音のトランジスタが多用される。
VBE（ベース-エミッタ間電圧）
冒頭の説明にもあるように、ベース-エミッタ間のダイオード接合に発生する電圧。通常、シリコントランジスタでは0.6V前後である。VBEはコレクタ電流が増加すると少しずつ上昇し、周囲温度が上がると下降する。ただし、コレクタ電流が増加するとトランジスタは発熱するため、結果的にはコレクタ電流が増加するとVBEは下降していく。このことは、回路の設計によっては熱暴走の原因になる。
fT（遮断周波数、トランジション周波数）
増幅率が1になる周波数。使用する周波数に対して十分に余裕を見て選定する。あるコレクタ電流で最高となる。
また、電気的条件の許容値（最大定格）が定められており、これを超える条件で使用してはならない。最大定格として主に次のような項目がある。
VCEO（最大コレクタ電圧）
ベースを開放した場合に、エミッタとコレクタ間に加えられる最大の電圧。これを超えると接合部がなだれ降伏を起こし破壊される。使用できる電源電圧の基準にすることが多い。エミッタを開放した場合にベースに加えられる最大電圧はVCBOと表記され、VCEOより若干大きな値となる。
IC（最大コレクタ電流）
コレクタに連続的に流すことができる電流、もしくは実用に耐えうる増幅率が得られる最大のコレクタ電流。
PC（最大コレクタ損失）
トランジスタ内部で許容される最大の電力損失。周囲温度は25℃を基準としているため、それより高温の場合は値が低下する。中・大型の品種は、規定の放熱器を取り付けた場合の値で示されており、それより小さな放熱器を用いる場合には値が低下する。最大コレクタ電圧と最大コレクタ電流を同時に加えると最大コレクタ損失を大きく超えるので注意を要する。
バイポーラトランジスタは非常に種類が多い（約10,000種類）が、古い製品の多くが生産終了となっており、さらに個人が使う場合は一般に出回っているトランジスタが全体のごく一部の種類だけであることもあって、必要な型番の製品が入手できないことがある。その場合は、定格値が近い製品を代替品として用いれば事が足りることが多い。代替品種を示した専用の規格表もある。

## ダーリントン接続

NPN トランジスタを使ったダーリントン接続

2個のトランジスタを、コレクタを並列に接続、第1トランジスタのエミッタを第2トランジスタのベースに接続して、1個のトランジスタと同じように扱う方式を考案者のシドニー・ダーリントンから、ダーリントントランジスタ（Darlington transistor）やダーリントン接続（Darlington pair）という。
全体のhFEはそれぞれのトランジスタのhFEの積となる。つまり、小さなベース電流で非常に大きなコレクタ電流を制御することが可能となる。2つのトランジスタの品種は同じである必要はない。
トランジスタが発明された初期の頃は、PNP型の大型トランジスタを作ることが困難であったため、PNPの小型トランジスタとNPNの大型トランジスタをダーリントン接続として、全体としてPNP型と同じ動作をさせることが行われた。PNP型の大型トランジスタが出現してからは、個別部品でこのような接続をする必要は無くなったが、集積回路の内部では増幅率の大きなPNP型トランジスタを作ることが困難であるため、この方式が用いられている。
また、一般にパワートランジスタは小信号用トランジスタと比べ増幅率が低いため、高い増幅率が必要で大電力を扱わなければならない場合はダーリントン接続が使われる。
ダーリントン接続したトランジスタを1個のパッケージに収めた品種もある。型番の命名規則は単体のトランジスタと全く同じであるため、ダーリントン接続であるかは規格表やデータシートを見なければ分からない。
通常、単にダーリントン接続といった場合、いずれのトランジスタにも同じ接合タイプ(NPN、PNP)のトランジスタを使ったものを指し、この接続方法では全体でのVBEは2つのトランジスタのVBEの和になる。
一方、先述の大型PNP代用ダーリントントランジスタの例のように、NPNとPNPの両方のトランジスタを使ったものはインバーテッドダーリントン接続 (Sziklai pair)という。この場合は第1トランジスタのコレクタを第2トランジスタのベースに接続する。第1トランジスタのエミッタと第2トランジスタのコレクタを並列接続とし、全体ではエミッタとする。第2トランジスタのエミッタは、全体ではコレクタとなる。全体での接合タイプは第1トランジスタの接合タイプと同じになり、ベース-エミッタ間電圧も第1トランジスタのベース-エミッタ間電圧のみになる。hFEは通常のダーリントン接続と同様に増加する。ただし、全体のコレクタ-エミッタ間飽和電圧は、第1トランジスタのコレクタ-エミッタ間飽和電圧と第2トランジスタのベース-エミッタ間電圧の和になるため、スイッチング用として動作させると損失が増加する欠点がある。
このほか、ダーリントン接続なしで極めて高いhFEを持つトランジスタもあり、スーパーベータトランジスタと呼ばれる。スーパーベータトランジスタのhFEは1000～3000以上と非常に高い。ただし、スーパーベータトランジスタはほとんど全て小信号用NPN型であり、最大コレクタ電圧が低いという欠点がある。

## 使用上の注意
中・大型のトランジスタで金属製のパッケージに収められている品種は、電極端子以外の金属部分は原則としてコレクタ（一部の高周波電力増幅用はエミッタ）に接続されている。そのため、放熱器・放熱板を取り付ける場合には、それらとの絶縁を必要とする場合がある。

## 応用
エミッタ接地回路、ベース接地回路、コレクタ接地回路など、用途に応じて使い分けられる。通常、電圧増幅率、電流増幅率ともによいエミッタ接地回路が用いられる。詳しくは増幅回路の項目参照。
発振回路においては、接続方法によりいくつかの種類がある。